# Bandage
För andra betydelser, se Förband.

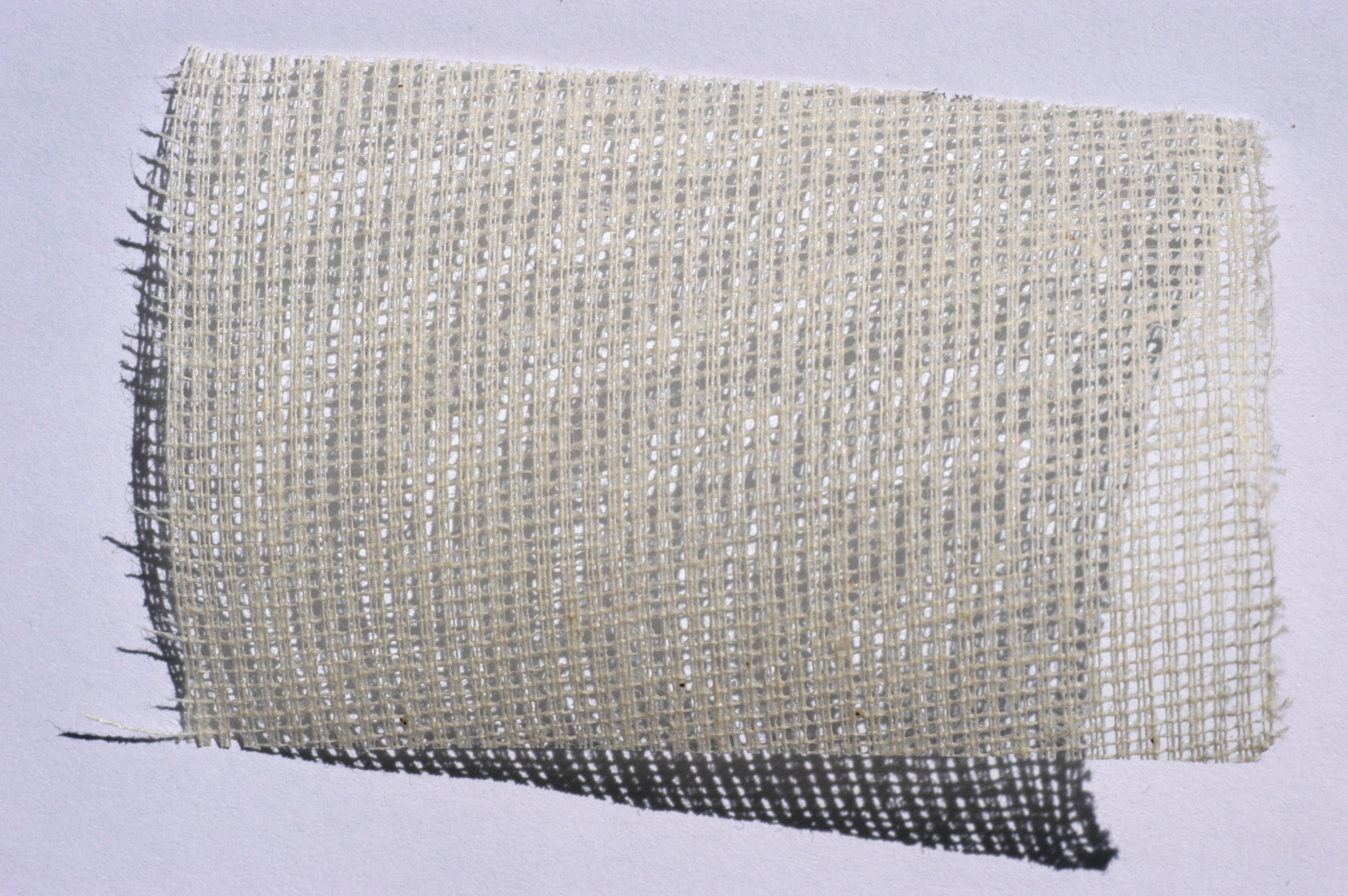
Gas.

Bandage eller förband för att skydda eller stödja en skadad kroppsdel eller fixera den (till exempel gipsbandage). Syftet är att begränsa ytterligare skada och i viss mån underlätta läkning av skadan. 
Den vanligaste formen av bandage är gasbindan (namnet kommer av textiltypen gas). Det är en tunn, genomskinlig gasväv av bomull. Den är särskilt användbar för bandagering av sår, där andra material kan fastna i brännskadan eller sårskadan.
En vanlig typ av förband är förband av typ Första förband. En typ av förband som militärer och exempelvis skogsarbetare, som arbetar med motorsåg, brukar, eller skall, ha med sig.
Förband av typ Första förband kan numera, efter avregleringen av apoteken, vara svår/omöjlig att hitta/köpa på apotek. Butiker som säljer motorsågar brukar däremot numera ofta ha Första förband i sitt sortiment (troligtvis beroende på de krav som numera finns om att användare av motorsåg skall medföra Första förband) och att personer inom den yrkesgruppen ofta efterfrågar Första förband.
I Europa är kraven på den säkerhetsutrustning som ska medföras i bil ofta hårdare än i Sverige. Många länder har krav på bland annat att första hjälpen-kit (som oftast brukar innehålla förband) skall medföras.